# Pave Marcellinus
Pave Marcellinus 1. blev ifølge Det Liberiske Katalog Roms biskop 30. juni 296 som efterfølger til Pave Caius 1. Han omtales ikke i Martyrologium hieronymianum, Depositio epscoporum eller Depositio martyrus.
Marcellinus' pavedømme begyndte mens Diocletian var romersk kejser, men inden denne var begyndt at forfølge kristne. Han lod det kristne samfund nogenlunde passe sig selv, hvilket betød en tilgang til menighederne. Cæsar Galerius anførte en vantro bevægelse mod kristendommen, og det lykkedes ham at få Diocletian med i denne i 302. Det betød i første omgang, at kristne soldater skulle forlade hæren, og senere blev kirkens ejendomme konfiskeret og kristne bøger blev ødelagt. Efter to brande i Diocletians palads gik han hårdere til værks mod de kristne: Enten skulle de afsværge deres tro, eller også blev de dødsdømt.
Liber Pontificalis, der baserer sig på Sankt Marcellinus' forordninger, hvis tekst er forsvundet, nævner, at under Diocletians forfølgelser blev Marcellinus tvunget til at ofre til afguder, hvilket han gjorde i form af røgelse, men han angrede kort efter og vedgik sig sin kristne tro, hvilket betød, at han kom til at lide martyrdøden sammen med adskillige fæller. Andre dokumenter omtaler også hans frafald, og det er sikkert dette fejltrin, der forklarer tavsheden i de gamle liturgiske kalendere. I begyndelsen af det 5. århundrede bekræftede Petilianus, den donatistiske biskop i Constantine, at Marcellinus og hans præster havde svigtet de hellige bøger over for de vantro under forfølgelserne og ofret røgelse til falske guder. Augustin stiller sig tilfreds med at fornægte sagen. Optegnelserne fra pseudo-konciliet i Sinuessa, som blev fremstillet i starten af det 6. århundrede, nævner, at Marcellinus efter sit frafald stillede sig frem for en kirkeforsamling, som nægtede at dømme ham på grund af prima sedes a nemine iudicatur ("Den hellige leder skal ikke dømmes af noget menneske").
Ifølge Liber Pontificalis blev Marcellinus begravet 26. april 304 på Priscillas kirkegård ved Via Salaria 25 dage efter sit martyrium; Det Liberiske Katalog sætter datoen til 25. oktober. At han døde som martyr, er faktisk ikke fastslået med bestemthed. Efter et betydeligt interregnum blev han efterfulgt af Marcellus, som han ind imellem er blandet sammen med. 
Under Marcellinus' pavedømme blev Armenien det første kristne land i 301.